# Warszawski Indeks Rynku Równoległego
Warszawski Indeks Rynku Równoległego (WIRR) – publikowany do 16 marca 2007 indeks giełdowy średniej wartości spółek, dopuszczonych do obrotu na rynku równoległym akcji Giełdy Papierów Wartościowych w Warszawie, na którym we wrześniu 2005 obracano 84 spółkami giełdowymi.
Na rynek WIRR został wprowadzony 3 stycznia 1995 roku, wartość bazowa indeksu wyniosła 1000 punktów. 4 maja 2006 roku indeks WIRR przekroczył tę wartość dziesięciokrotnie, przebijając poziom 10000 punktów. Następnego dnia nastąpiła umiarkowana korekta.
Najwyższa wartość WIRR: 15546.64 pkt, 16 marca 2007.
Po sesji 16 marca 2007 roku indeks został zastąpiony przez sWIG80.